# Simon Nogueira
Simon Nogueira, né le 30 juillet 1993, est un athlète professionnel de parkour, directeur de la French Freerun Family. Il s'est fait connaître, entre autre, pour avoir été sacré champion de France de Freerun en 2013 et pour avoir été un des porteurs de flamme masqués durant la cérémonie d'ouverture de Jeux Olympiques 2024.

## Biographie
Simon Nogueira a développé sa passion pour l'art du déplacement dans le village ou il a grandit Saint Chéron. Dans son enfance le père de Simon, alors passionné par l'escalade,  lui a transmis un certain attrait pour l'ascension et la verticalité en l'emmenant grimper sur les falaises dans les gorges du Verdon et sur les blocs à Fontainebleau. Mais c'est à partir de 13 ans qu'il commence réellement le Parkour, inspiré par les premières vidéos de ce sport qui se propageaient sur internet et également par des films comme Banlieue 13 ou Yamakasis. Cet art a toujours été un moyen pour lui de jouer avec son corps en découvrant différents environnements.

### Carrière
En 2013, il devient le champion du monde de Freerunning, acquérant ainsi une énorme visibilité. La même année, son ami Yohann Leroux crée la French Freerun Family (3F) que Simon Nogueira a ensuite structuré en association.
Le 22 juillet 2014, il s'illustre sur Youtube en incarnant un assassin, aux côtés du réalisateur "Devin SuperTramp" et avec le  collectif de la French Freerun Family. Cette vidéo promotionnelle pour Assassin's Creed : Unity, qui compte près de 111 millions du vue en 2025, a donné suite à trois autres vidéos se basant sur le même principe et ayant toutes faites plusieurs dizaines de millions de vue.
Le 22 juillet 2016, on aperçoit ses acrobaties durant la totalité du clip "Là-haut" de Hugo TSR, un des rappeurs les plus emblématiques de Paris-Nord.
En 2016 également, il crée la French Run Academy, où il peut donner des cours à des jeunes et des adultes dans une salle à Chatelet.
En octobre 2018, il escalade pour la première fois la cathédrale de Notre-Dame de Paris, soit six mois avant l'incendie qui la détruisit partiellement.
En 2024, il a été l'un des porteurs masqués de la flamme olympiques, inspiré du personnage principal de la saga Assassin's Creed, jeu vidéo crée par le studio français Ubisoft. Il parcouru les toits de Paris ainsi que des sites iconiques tels que le Musée d’Orsay et le Louvre en réalisant des figures de parkour, avant de finalement passer la flamme à Zinedine Zidane au Trocadero. Après des spéculations quant à l'identité de ce personnage mystère, le secret a finalement été dévoilé dans une vidéo TikTok puis dans des stories Instagram, dans lesquelles Simon Nogueira lui même avoue être l'un de ces porteurs masqués,.

### Philosophie
La philosophie de Simon Nogueira s'inscrit dans les principes du Parkour, tel que posés par David Belle. Il dit par exemple : «La peur existe, tout le temps. Si je n’ai pas peur, je ne peux rien faire. Mais il faut la contrôler et rester dans l’instant présent. »